# Inishmore SPA
Inishmore SPA este o arie protejată (arie de protecție specială avifaunistică — SPA) din Irlanda întinsă pe o suprafață de 1.917,63 ha, integral pe uscat.

## Localizare
Centrul sitului Inishmore SPA este situat la coordonatele 53°07′17″N 9°44′49″W / 53.121321°N 9.747015°V.

## Înființare
Situl Inishmore SPA a fost declarat arie de protecție specială avifaunistică în aprilie 2019 pentru a proteja 10 specii de animale.

## Biodiversitate
Situată în ecoregiunea atlantică, aria protejată nu include niciun habitat protejat.
La baza desemnării sitului se află mai multe specii protejate de  păsări (10): alca (Alca torda), șoim călător (Falco peregrinus), Fulmarus glacialis, Larus argentatus, Phalacrocorax aristotelis, Pyrrhocorax pyrrhocorax, Rissa tridactyla, chiră mică (Sterna albifrons), Sterna paradisaea, Uria aalge.
Pe lângă speciile protejate, pe teritoriul sitului au mai fost identificate 2 specii de păsări.